# Каргасок
Каргасо́к (рос. Каргасок, в перекладі з селькупської — «Ведмежий Мис») — село, центр Каргасоцького району Томської області, Росія. Адміністративний центр Каргасоцького сільського поселення.
У період 1959-1992 років село мало статус селища міського типу.

## Населення
Населення — 8127 осіб (2010; 8547 у 2002).
Національний склад (станом на 2002 рік):
- росіяни — 92 %
- селькупи — 2 %
- німці — 2 %
- ханти — 0,7 %